# Josep Anton Martí
Josep Anton Martí, notari de Torà fou un d'Els Vigatans que s'aplegaren a l'ermita de Sant Sebastià, a la parròquia de Santa Eulàlia de Riuprimer (Bisbat de Vic) per signar el Pacte dels Vigatans pel qual els catalans austriacistes es conjuraven a facilitar el desembarcament de tropes de la Gran Aliança a la costa catalana i a armar diverses companyies de miquelets comandades per Josep Moragues i Mas.
Participà en la defensa de la ciutat de Barcelona durant el darrer setge borbònic, comandant en grau de general l'ala dreta l'atac a la primera paral·lela. el 13 de juliol de 1714, i desertà aquella nit, passant al bàndol borbònic, i capturant en 1719 al cabdill guerriller Francesc Bernic durant la Guerra de la Quàdruple Aliança.